# تونسبرغ

موقع فستفولد في النرويج

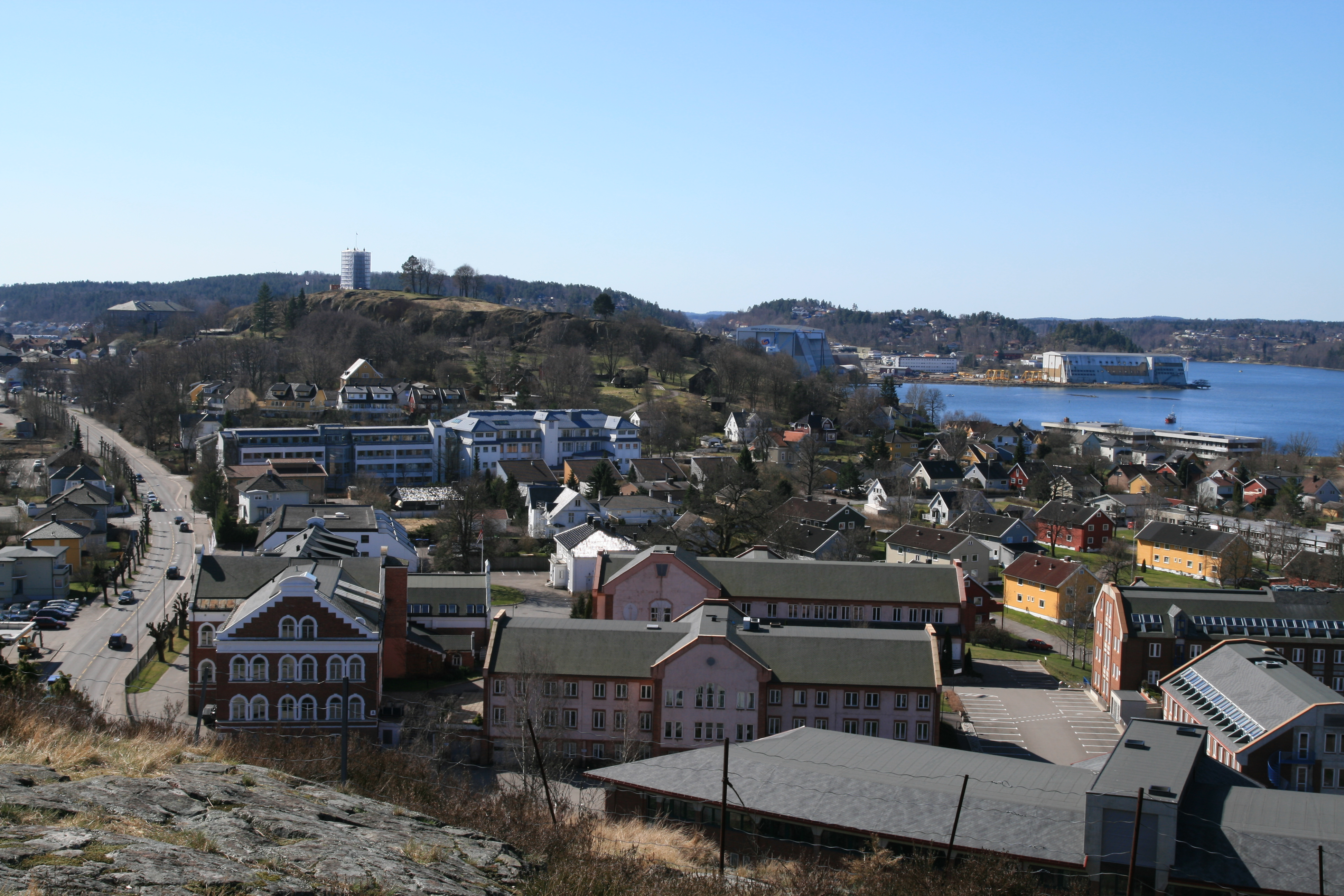
منظر للمدينة

تونسبرغ (بالنرويجية: Tønsberg) مدينة وبلدية في جنوب شرق النرويج. وهي المركز الإداري لمقاطعة فستفولد.
تُعد أقدم مدينة في النرويج، حيث أُنشئت قبل عام 871 م واحتفلت في 1971 بمرور 1100 عام على تأسيسها. ولعل أهم معالم المدينة هو (Slottsfjellet) البرج الواقع على قمة التل، والذي يعود إنشاؤه إلى عام 1888.
يبلغ عدد سكانها 41,239 نسمة تقريباً.

## توأمة
لتونسبرغ اتفاقيات توأمة مع كل من:
- شباير
- يابرة
- اسافيوردور
- Linköping Municipality [الإنجليزية]‏ [4]

## أعلام
- هنري لارسن
- اينار غوندرسن
- هايدي لوك
- أكسل تو
- بيورن بارث
- ماغنوس كارلسن
- مارجريت أميرة اسكتلندا وملكة النرويج
- لارس هيلج بيركلاند
- هانس غوتفريد وانغ
- كيتيل بورش

## وصلات خارجية
- موقع البلدية
- مدرسة الملاحة في تونسبيرغ
- متحب هاوغار للفن